# Dupax del Norte
Dupax del Norte (Bayan ng Dupax del Norte) är en kommun i Filippinerna. Kommunen ligger på ön Luzon, och tillhör provinsen Nueva Vizcaya. Folkmängden uppgår till 23 196 invånare.
Dupax del Norte Dumalag i 15 barangayer.